# Jan Leończuk
Jan Leończuk (ur. 24 czerwca 1950 w Łubnikach, zm. 23 listopada 2021 tamże) – polski poeta, prozaik, eseista, tłumacz.

## Życiorys
Urodził się w chłopskiej rodzinie. Był synem Antoniego i Józefy z domu Dakowicz. W 1970 roku ukończył Technikum Rolnicze w Białymstoku – Dojlidach i rozpoczął studia na Wydziale Humanistycznym Filii Uniwersytetu Warszawskiego w Białymstoku na kierunku filologia polska i historia. W 1975 roku uzyskał dyplom ukończenia studiów na Wydziale Filologii Polskiej i Słowiańskiej Uniwersytetu Warszawskiego. Od 1975 roku pracował jako nauczyciel akademicki w Instytucie Filologii Polskiej Filii Uniwersytetu Warszawskiego w Białymstoku, a po dwuletniej przerwie, od 1985 roku, w Instytucie Historii tejże uczelni. W 2000 roku ukończył Podyplomowe Studium Bibliotekarskie na Uniwersytecie w Białymstoku.
Po ukończeniu studiów w 1975 roku, oprócz pracy dydaktycznej, prowadził ponad 10-hektarowe gospodarstwo rolne w Łubnikach. W 1984 roku został wybrany na sołtysa Łubnik i funkcję tę pełnił do 1999 roku. W latach 1990–1998 przez dwie kadencje był radnym Rady Miejskiej w Zabłudowie oraz pełnił funkcję jej przewodniczącego.
Był założycielem i pierwszym prezesem Towarzystwa Przyjaciół Ziemi Zabłudowskiej. Od roku 1991 był redaktorem naczelnym lokalnego dwumiesięcznika Z Zabłudowskiej Ziemi. Od 1994 był związany z pismami Gryfita, Magazyn Polski (Grodno-Białystok) oraz kwartalnikiem Rubieże (Białystok). W latach 1991–2000 był członkiem Kapituły Nagrody Literackiej Prezydenta Miasta Białegostoku im. Wiesława Kazaneckiego. Od 1996 roku był członkiem Komisji Synodalnej Archidiecezji Białostockiej. W latach 1990–1994 był wykładowcą w Studium Kultury Polskiej w Wilnie. Od 1998 był członkiem Rady Krajowej Stowarzyszenia „Wspólnota Polska” oraz członkiem Zarządu Podlaskiego Oddziału tegoż stowarzyszenia. Od 1989 roku był członkiem Związku Literatów Polskich. W latach 1992–1995 był wiceprezesem białostockiego oddziału ZLP, a w latach 1995–1999 prezesem. W latach 2007–2018 był członkiem Kapituły Ogólnopolskiej Nagrody Literackiej im. Franciszka Karpińskiego.
Debiutował na łamach Radaru cyklem wierszy w 1970 roku. Jego wiersze tłumaczono na wiele języków. Jest autorem kilkunastu tomików poetyckich i zapiśników (stworzonego przez niego literackiego gatunku epickiego). Jego utwory drukowały m.in. w Poezja, Literatura, Tygodnik Kulturalny, Znad Wilii. Jego prace przetłumaczono na angielski, francuski, arabski, białoruski, ukraiński, czeski oraz esperanto. W jego tłumaczeniu ukazały się wiersze m.in. Nadziei Artymowicz, J. Geniusza, Hatifa al-Janabiego. Od 1990 roku współpracował z Radiem Białystok i wygłaszał na jego antenie cotygodniowe felietony zatytułowane Z zapiśnika Jana Leończuka. Felietony tworzył na bieżąco, a znajdowały się w nich poetyckie zapisy codziennych trudów i radości z podlaskiej wsi, refleksje literackie i wspomnienia ze spotkań.
1 kwietnia 1998 roku został dyrektorem Wojewódzkiej Biblioteki Publicznej w Białymstoku. Z jego inicjatywy, 7 marca 2000 roku, zmieniono jej nazwę na Książnica Podlaska im. Łukasza Górnickiego w Białymstoku. Był pomysłodawcą powstania pisma Książnicy Podlaskiej „Epea”. Za jego dyrekcji w lutym 2016 roku Książnica Podlaska została przeniesiona do nowej siedziby przy ulicy Marii Skłodowskiej-Curie. Z jego inicjatywy w Książnicy powstały pracownia digitalizacji i dział naukowy. W kwietniu 2016 roku zakończył pracę w Książnicy Podlaskiej i przeszedł na emeryturę.
Został pochowany na cmentarzu parafialnym w Zabłudowie

## Twórczość

### Poezja
- Rachunek (1973)
- Żalnik (1979)
- Duszna noc (1980)
- Sen odarty (1981)
- W drodze do damaszku (1986)
- Za horyzontem (1986)
- Żertwa (1987)
- Pieśni z karnawału (1991)
- Zawołaj raz jeszcze ciemnym wierszem (1991)
- Wiersze wybrane (1996)
- W drodze do domu (1996)
- Dotykanie ziemi (1997)
- Coraz bliżej snu (1998)
- Jeszcze jedno śnienie (1999)
- Wiersze (2000)
- Zapomniałem was drzewa moje (2000)

### Proza
- Dwa opowiadania (1987)
- Zapiśnik (1996)
- Zapiski sołtysa (1997)
- Zapiśnik drugi (2003)

### Inne
- Zapiśnik trzeci (2005)

## Odznaczenia i nagrody
- Krzyż Kawalerski Orderu Odrodzenia Polski (2000)
- Złoty Krzyż Zasługi (1990)
- Nagroda Literacka Prezydenta Miasta Białegostoku im. Wiesława Kazaneckiego (trzykrotnie: 1991,1996 i 2010)
- Nagroda Prezydenta Miasta Białegostoku w dziedzinie tworzenia i upowszechniania kultury (1997)
- Nagroda Twórcza Wojewody Białostockiego (dwukrotnie: 1979 i 1987)
- Nagroda im. Włodzimierza Pietrzaka (1991)
- Ogólnopolska Nagroda Literacka im. Franciszka Karpińskiego (2003)[9]
- Brązowy Medal „Zasłużony Kulturze Gloria Artis” (2006)[10]
- Odznaka „Zasłużony Działacz Kultury” (1981), srebrna (1996), złota (1998)
- Odznaka honorowa „Zasłużony Białostocczyźnie”
- Nagroda Wojewódzkiej Rady Narodowej (1979)

## Upamiętnienie
W 2022 roku odbyła się pierwsza edycja Konkursu Poetyckiego im. Jana Leończuka, współorganizowanego przez Książnicę Podlaską im. Łukasza Górnickiego w Białymstoku, w celu uczczenia pamięci o poecie, prozaiku, eseiście, tłumaczu, człowieku instytucji.